# Кімнатна температура
Кімнатна температура (англ. room temperature, позначається часто R. T. або r. t.) — умова виконання досліду чи хімічної реакції, що означає температуру 25 °C або бл. 298 K, іноді позначення температури оточення. У старих публікаціях зустрічається також термін температури кімнатної як 20 °C (293 K) найчастіше в таблицях густини рідини чи таблицях коефіцієнтів заломлення світла.
Українські норми температури, яка повинна домінувати в приміщеннях, також називається «кімнатна» залежно від типу приміщення і виконуваної в ньому праці. Для приміщень офісних вона дорівнює 14-17 взимку і 20—26 — влітку.